# العلاقات الباكستانية الليختنشتانية
العلاقات الباكستانية الليختنشتانية هي العلاقات الثنائية التي تجمع بين باكستان وليختنشتاين.

## مقارنة بين البلدين
هذه مقارنة عامة ومرجعية للدولتين:
| وجه المقارنة                                              | باكستان                     | ليختنشتاين                                 |
| --------------------------------------------------------- | --------------------------- | ------------------------------------------ |
| المساحة (كم2)                                             | 881.91 ألف                  | 16                                         |
| عدد السكان (نسمة)                                         | 197.02 مليون                | 37.47 ألف                                  |
| الكثافة السكانية (ن./كم²)                                 | 223.4                       | 234.19 ألف                                 |
| العاصمة                                                   | إسلام آباد                  | فادوتس                                     |
| اللغة الرسمية                                             | لغة إنجليزية، اللغة الأردية | اللغة الألمانية                            |
| العملة                                                    | روبية باكستانية             | فرنك سويسري                                |
| الناتج المحلي الإجمالي (بليون دولار)                      | 304.95 مليار                | 6.29 مليار                                 |
| الناتج المحلي الإجمالي (تعادل القوة الشرائية) بليون دولار | 946.67 مليار                |                                            |
| الناتج المحلي الإجمالي الاسمي للفرد دولار أمريكي          | 1.43 ألف                    |                                            |
| الناتج المحلي الإجمالي للفرد دولار أمريكي                 | 4.81 ألف                    |                                            |
| مؤشر التنمية البشرية                                      | 0.538                       | 0.908                                      |
| رمز المكالمات الدولي                                      | +92                         | +423                                       |
| رمز الإنترنت                                              | .pk                         | .li                                        |
| المنطقة الزمنية                                           | ت ع م+05:00                 | توقيت وسط أوروبا، ت ع م+01:00، ت ع م+02:00 |

## منظمات دولية مشتركة
يشترك البلدان في عضوية مجموعة من المنظمات الدولية، منها:
| علم المنظمة | اسم المنظمة                   | تاريخ انضمام باكستان | تاريخ انضمام ليختنشتاين |
| ----------- | ----------------------------- | -------------------- | ----------------------- |
|             | الاتحاد البريدي العالمي       | ?                    | ?                       |
|             | الاتحاد الدولي للاتصالات      | 26 أغسطس 1947        | 25 يوليو 1963           |
|             | منظمة حظر الأسلحة الكيميائية  | ?                    | ?                       |
|             | منظمة التجارة العالمية        | ?                    | ?                       |
|             | منظمة الشرطة الجنائية الدولية | ?                    | ?                       |
|             | الأمم المتحدة                 | 30 سبتمبر 1947       | 18 سبتمبر 1990          |

## وصلات خارجية
- موقع وزارة الخارجية الباكستانية